# Монлиньон
Монлиньон (фр. Montlignon) — муниципалитет во Франции, в регионе Иль-де-Франс, департамент Валь-д'Уаз. Население — 2427 человек (1999). Муниципалитет расположен на расстоянии около 18 км севернее Парижа, 17 км восточнее Сержи.

## Демография
Динамика населения (Cassini и INSEE):